# Podocarpus archboldii
Podocarpus archboldii är en barrträdart som beskrevs av Netta Elizabeth Gray. Podocarpus archboldii ingår i släktet Podocarpus och familjen Podocarpaceae. IUCN kategoriserar arten globalt som livskraftig. Inga underarter finns listade i Catalogue of Life.